# Nacional'nyj otbor 2020
La settima edizione del Nacional'nyj otbor (in russo Национальный отбор?, "selezione nazionale") è stata organizzata dall'emittente radiotelevisiva bielorussa BTRC per selezionare il rappresentante nazionale all'Eurovision Song Contest 2020 a Rotterdam.
I vincitori sono stati i Val con Da vidna.

## Organizzazione
La Bielorussia ha utilizzato una finale nazionale per selezionare tutti i suoi partecipanti eurovisivi dal suo debutto nel 2004, tranne in due occasioni (nel 2010 e nel 2011 i rappresentanti bielorussi sono infatti stati selezionati internamente). BTRC ha confermato la sua partecipazione all'Eurovision 2020 ad agosto 2019, mentre l'utilizzo della finale televisiva come metodo di selezione è stato reso noto il 1º gennaio 2020. La competizione, che si è tenuta il 28 febbraio ai Belarusfilm Studios di Minsk, ha visto 12 partecipanti. I risultati sono stati decretati da un mix di voto della giuria e televoto.

## Partecipanti
BTRC ha aperto la possibilità di inviare proposte per la competizione dal 1º al 17 gennaio 2020. Delle 95 canzoni ricevute, 49 sono state selezionate per le audizioni dal vivo, che si sono tenute il successivo 27 gennaio; una giuria ha quindi selezionato i 12 finalisti per la finale televisiva del 28 febbraio.
| Artista               | Titolo            | Lingua      | Compositori                                                    |
| --------------------- | ----------------- | ----------- | -------------------------------------------------------------- |
| Anastasija Malaškevič | Invisible         | Inglese     | Niklas Bergqvist, Ylva Persson, Linda Persson, Simon Johansson |
| Anželika Pušnova      | True Love         | Inglese     | Oleg Sidorov, Anastasija Beljavskaja, Nikos Sofīs              |
| Aura                  | Barani svaë       | Bielorusso  | Evgenij Olejnik                                                |
| Chakras               | La-ley-la         | Immaginaria | Max Aleinikov                                                  |
| Dar'ja Chmel'nickaja  | On Fire           | Inglese     | Lexy Weaver                                                    |
| Jan Jaroš             | Fire              | Inglese     | Jan Jaroš, Matthew Douglas Funnell                             |
| KeySi                 | Chili Pepper      | Inglese     | D. Bain, Dmitrij Fomič, M. Duke                                |
| Napoli                | Don't Let Me Down | Inglese     | Michael James Down, Will Taylor, Rafaela Truda                 |
| Nastasija             | Hello             | Inglese     | Anastasija Razvadovskaja, Sasha Guris, Vitaly Penzin           |
| Nastja Glamozda       | Burning Again     | Inglese     | Anastasija Hlamozda, Dmitrij Piven'                            |
| Saša Zacharik         | Rocky Road        | Inglese     | Saša Zacharik                                                  |
| Val                   | Da vidna          | Bielorusso  | Vladislav Paškevič, Valerija Gribusova, Nikita Najdenov        |

## Finale
La finale si è tenuta il 28 febbraio 2020 presso i Belarusfilm Studios di Minsk. Jan Jaroš e le Chakras hanno rispettivamente vinto il voto della giuria e il televoto, ma il duo Val ha vinto in seguito alla somma dei punteggi, essendo arrivato secondo in entrambe le votazioni.
| #  | Artista               | Titolo            | Punteggio | Punteggio | Punteggio | Posizione |
| #  | Artista               | Titolo            | Giuria    | Televoto  | Totale    | Posizione |
| -- | --------------------- | ----------------- | --------- | --------- | --------- | --------- |
| 1  | Napoli                | Don't Let Me Down | 2         | 3         | 5         | 9         |
| 2  | Saša Zacharik         | Rocky Road        | 4         | 2         | 6         | 8         |
| 3  | Anastasija Malaškevič | Invisible         | 8         | 4         | 12        | 5         |
| 4  | Chakras               | La-ley-la         | 6         | 12        | 18        | 3         |
| 5  | Nastja Glamozda       | Burning Again     | 1         | 1         | 2         | 10        |
| 6  | Nastasija             | Hello             | 0         | 0         | 0         | 11        |
| 7  | Jan Jaroš             | Fire              | 12        | 6         | 18        | 2         |
| 8  | Anželika Pušnova      | True Love         | 5         | 5         | 10        | 6         |
| 9  | Dar'ja Chmel'nickaja  | On Fire           | 0         | 0         | 0         | 11        |
| 10 | Aura                  | Barani svaë       | 3         | 7         | 10        | 7         |
| 11 | KeySi                 | Chili Pepper      | 7         | 8         | 15        | 4         |
| 12 | Val                   | Da vidna          | 10        | 10        | 20        | 1         |